# Pileolaria semimilitaris
Pileolaria semimilitaris är en ringmaskart som beskrevs av Vine 1972. Pileolaria semimilitaris ingår i släktet Pileolaria och familjen Serpulidae. Inga underarter finns listade i Catalogue of Life.